# 宋灭北汉之战
宋灭北汉之战，是北宋于太平兴国四年（979年）发动的，针对中原国家的最后一场统一战争。战役于当年结束，最终以北汉灭亡告终，该战役同时结束了中原地区五代十国的分裂局面。

## 战役背景
后漢樞密使郭威“篡夺”后汉建立后周，直接导致了北汉的建立，这也使得北汉和后周之间的关系非常恶劣，北汉和辽朝对后周的出兵间接导致了陈桥兵变的发生。北宋建立后，和北汉之间的摩擦也一直不断。
开宝二年（969年），在灭亡后蜀之后，太祖赵匡胤开始了北宋第一次大规模针对北汉的战争。此次战争中，宋军掘开汾河，用河水灌太原城，却由于对水淹战术不了解，并没有成功用水攻克城防。加上屯兵地点很失误地选择在了甘草地中，导致士兵当中出现了严重的腹泻，以至于严重影响了军队作战，赵匡胤不得已下令撤军，不过却撤走了太原城周边万余户居民。
太平兴国二年（977年）冬天，宋军在与北汉接壤的晋、潞、邢、洺、镇、冀等州囤积兵粮，并且大量铸造攻城工具。
太平兴国三年（978年），太宗赵光义利用施压等方式，迫使吴越國王钱俶和平海軍节度使陈洪进献地归降。此时整个中原地区，除了被辽控制的绝大部分幽云十六州地区之外，只剩下了北汉一国不属于北宋版图。在征询了樞密使、檢校太尉、忠武軍節度使、同中書門下平章事曹彬等人的意见之后，赵光义下令对北汉展开讨伐。而当时的北汉作为辽国的附属国，使得辽国也被迫派兵支援。

## 战前准备

### 北宋
北宋方面，于太平兴国四年正月，派出以宣徽南院使、開府儀同三司、山南東道節度使、判太原行府事潘美为主将、河陽三城節度使崔彦进、彰德軍節度使李汉琼、桂州觀察使曹翰、彰信軍節度使刘遇等人为副将的部队主攻太原；同时派遣雲州觀察使郭进等率部前往石岭关。

### 北汉
北汉方面，只有率军固守，其中在专门为了抵御宋军而设立的隆州布置了重兵。同时，北汉国主刘继元派遣使者前往辽求援。

### 辽
辽景宗耶律贤在得知北宋要攻打北汉之后，曾派遣使者前往质询原因，在得到赵光义强硬的回复之后，于太平兴国四年（辽纪年乾亨元年）二月，派遣南府宰相耶律沙、冀王塔尔（耶律敌烈）、南院大王耶律色珍（耶律斜轸）以及枢密副使穆济（耶律抹只）前往援助北汉。
当年三月，耶律贤又派遣韩侼和耶律善布（耶律善补）率部援助北汉。

## 战役过程

### 白马岭之战
太平兴国四年三月，战斗正式打响。赵光义派遣郢州刺史尹勋主攻隆州，客省副使齐廷琛、洛苑副使侯美主攻盂县，引進使、汾州防御使田钦祚前往石岭关与郭进配合作战。但是田钦祚与郭进不和，致使在作战时消极避战，被部下状告而改授官衔为睦州防御使，但仍在石岭关监军。
当月，赵光义派遣六宅使侯继隆、淄州刺史王贵率部攻打沁州，王僎率部攻打汾州。
在田钦祚被调职三天后，郭进率军在西龙门寨击溃北汉军。九天后，郭进部与耶律沙等人率领的辽军在一条大河谷前遭遇。辽军内部在是否渡河与郭进部作战上产生了争执，塔尔率部率先渡河，没等渡过一半，就被郭进率军突击，全军溃败。塔尔等人全部战死，耶律沙、穆济在随后赶到的耶律色珍部的掩护下均只身逃走。此战中，郭进还缴获了北汉国主求援的密信，并将其展示给了守城的北汉军，北汉军士气大减。
此战之后，当年四月北汉驸马都尉卢俊再次前往辽国求援，却只能无果而归。

### 岚州之战
太平兴国四年三月，在和白马岭之战差不多相同的时间，赵光义派遣闲厩副使、知府州事折御卿、供奉官尹宪二人率军攻打岚州。
进入四月，进攻岚州的部队在岚州城外战胜击溃北汉军。两天后，另外一路宋军攻克盂县。
十二天后，折御卿击败北汉岢岚军，抓获其军使折令图。
在解晖等人率部成功攻下隆州三天后，折御卿部攻克岚州，杀掉了守城将领、北汉宪州刺史郭翊，生擒北汉夔州节度使马延忠。

### 太原之战
太平兴国四年四月，赵光义赶到太原城下，并于次日慰劳驻军。第三天，赵光义给刘继元写了一份劝降书，不过守城军士不敢接收。
抵达太原的第四天，赵光义来到城西监督宋军攻城，宋殿前司步軍天武軍軍校荆嗣率众登城，脚上被射中两箭，面部被手炮击中而断掉两颗牙。赵光义见状，赐给荆嗣锦袍银带。
有将领认为前线容易被误伤，劝赵光义撤退到后方观战，被赵光义拒绝。宋军士气大振，攻城部队争先恐后攻上城墙，数十万弓箭手用箭把太原城墙射成了刺猬。城内的刘继元用十钱换一根箭的价格，向城中平民购买北宋射入城中的箭，但是直到太原城被攻陷，这些购买来的箭都没有能够再次利用。
此时，秉性刚烈的郭进在石岭关不堪田钦祚的羞辱而自缢身亡，而田钦祚对外公布的郭进的死因是中风。赵光义没有深入调查，对田钦祚的说法信以为真，在追封郭进官爵之后，派遣冀州刺史牛思进前往石岭关代替郭进。
宋军采取搭屋凿城墙的方式攻城，赵光义打算进入洞屋中劳军，被李汉琼以太危险为由拦了下来。
五月，宋军攻陷太原羊马城。北汉宣徽使范超出城投降，却被当做是出城作战的北汉军队而被抓获，在军旗下斩首。范超在城内的家属也全部被北汉军所杀，头颅被丢出城外。
北汉代州刺史刘继文和卢俊一起逃往辽国。
在羊马城被攻陷的第二天，北汉马步军都指挥使郭万超出城投降。次日，赵光义下令：“明天中午，我们在城中开饭。”
命令下达，宋军疯狂攻城，以至于让赵光义以为部下们要屠城，连忙撤下部分部队。城上的北汉军还在固守，而刘继元于当天在已经致仕的北汉左仆射马峰的劝说下，最终选择了投降。北汉灭亡，其十个州、一个军属地、四十一个县、三万五千二百二十户和三万军队全部归宋。

## 战役影响
此战过后，北宋彻底结束了五代十国的分裂局面，但也让赵光义认为辽国不堪一击，未等军队得到充分休息就直接出击攻打幽云十六州地区，直接导致了后来的高梁河之战的惨败。